# Anthony Eden
Anthony Eden (12. června 1897, West Auckland, Durham – 14. ledna 1977, Salisbury) byl britský státník, člen Konzervativní strany a premiér. Zastával také po tři funkční období funkci ministra zahraničí.
Získal si jméno jako oponent appeasementu, muž míru a schopný diplomat, což ale přehlušila jeho aktivita v Suezské krizi roku 1956, kterou jeho kritici ve straně označili jako historický neúspěch britské zahraniční politiky signalizující konec nadvlády Británie na Středním východě.

## Mládí
Narodil se ve West Aucklandu do rodiny konzervativních velkostatkářů. Jeho otcem byl baron William Eden a matkou Sybil Frances Greyová. Studoval na Eton College.
V době první světové války sloužil u pozemního vojska a dosáhl hodnosti kapitána. Obdržel válečný kříž a ve 21 letech se stal nejmladším náčelníkem štábu brigády v britské armádě. Po válce studoval na Christ Church v Oxfordu.

## Politická kariéra
V prosinci 1923 byl zvolen poslancem Dolní sněmovny za konzervativce.
Roku 1926 se stal tajemníkem ministra zahraničí Austena Chamberlaina a roku 1931 získal funkci podsekretáře ministra zahraničí. Roku 1934 se stal ministrem pro záležitosti Společnosti národů ve vládě Stanley Baldwina. Jako účastník první světové války zastával zpočátku protiválečné názory, ale byl mezi prvními, kteří pochopili, že mír, s ohledem na nacistické Německo a fašistickou Itálii, nemůže být zajištěn politikou appeasementu. Po rezignaci ministra zahraničí Hoara roku 1935 nastoupil na jeho místo.
Ohledně španělské občanské války zastával politiku podpory Francových nacionalistů a prosadil (společně s britskou admiralitou) blokádu republikánských přístavů, čímž byly znemožněny dodávky zbraní španělským republikánům z USA a SSSR a podporoval Neville Chamberlaina v jeho snaze udržet mír prostřednictvím ústupků vůči nacistickému Německu.[zdroj?] Jeho rezignace je připisována nesouhlasu s politikou appeasementu, nicméně spory mezi ním a premiérem se týkaly toho, jak daleko dojít v jednání s Itálií, a politiku appeasementu vůči nacistickému Německu nekritizoval.
Poté, co se stal v roce 1940 premiérem Winston Churchill, byl jmenován do funkce ministra války a na konci roku se stal znovu ministrem zahraničí. I když byl Churchillovým spojencem, jeho vliv byl omezený, protože s Rooseveltem a Stalinem jednal premiér sám. Roku 1942 se stal i předsedou dolní komory britského parlamentu.
Po volbách roku 1951 sestavovali vládu znovu britští konzervativci a znovu se stal ministrem zahraničí. Dokázal vyřešit mnoho krizových poválečných situací v zahraniční politice v období, kdy docházelo k poklesu významu Britského impéria, vypukla studená válka a Velká Británie přestávala být světovou velmocí. Mezi jeho úspěchy patřily závěry přijaté na ženevské konferenci a dohoda s Egyptem na stažení britského vojska.
Následkem antikomunistické politiky a počátku studené války se společně Winstonem Churchillem rozhodl změnit přístup vůči některým německým válečným zločincům, kteří byli britskými vězni. Byl zmírněn rozsudek trestu smrti nad polními maršály Albertem Kesselringem a Erichem von Mansteinem. Odpovídalo to požadavku německého kancléře Konrada Adenauera i kampani v západoněmeckém tisku. Oba byli později ze zdravotních důvodů propuštění z vězení do nemocnice a poté i na neurčenou dobu na rekonvalescenci. Tento postup měl mimo jiné napomoci vybudovat silnou německou armádu, která měla vzniknout na přední linii obrany NATO v době studené války.

## Premiér
V dubnu 1955 odešel Winston Churchill na odpočinek a on se stal jeho nástupcem ve funkci britského premiéra. Poté, co nastoupil do úřadu, vyhlásil volby, ve kterých konzervativci zvítězili. V domácí politice neměl velké zkušenosti, a tak se zaměřil na zahraniční záležitosti.
V červenci 1956 egyptský prezident Gamál Násir neočekávaně zestátnil Suezský průplav poté, co Spojené státy odmítly financovat stavbu Asuánské přehrady. Eden se spolu s Francií dohodl na tom, že má být Násir odstraněn. Průplav byl vybudován v 19. století Společností suezského průplavu, ale později se stal majetkem britských a francouzských akcionářů.
V říjnu vpadla britská, francouzská a izraelská vojska do Egypta a obsadila oblast průplavu. Nicméně americký prezident Dwight Eisenhower byl silným zastáncem dekolonizace a okamžitě proti invazi důrazně protestoval. Eden byl nakonec donucen ustoupit americkému tlaku a vojsko stáhnout. Tato Suezská krize je považována za ukončení postavení Velké Británie jako světové velmoci. Jeho pověst státníka tím velmi utrpěla a zhoršil se i jeho zdravotní stav. Jeho kancléř pokladny Harold Macmillan dosáhl toho, aby krátce nato v lednu 1957 odstoupil z funkce premiéra.

## Pozdní období
Krátce po svém odstoupení se stáhl i z politického života. V 70. letech publikoval své paměti, ve kterých obhajoval svůj postup v Suezské krizi a z neúspěchu této akce obvinil amerického ministra zahraničí Johna Fostera Dullese.
Zemřel na rakovinu jater 14. ledna 1977 a byl pohřben v Alvedistonu.